# Communauté de sécurité
 (avril 2014).
Si vous disposez d'ouvrages ou d'articles de référence ou si vous connaissez des sites web de qualité traitant du thème abordé ici, merci de compléter l'article en donnant les références utiles à sa vérifiabilité et en les liant à la section « Notes et références ».
Une communauté de sécurité est une région dans laquelle l'usage à grande échelle de la violence (tel que la Guerre) est devenu très improbable voir impensable. Cette notion a été élaborée par le politiste Karl Deutsch en 1957. 
Dans les travaux du séminaire Political community and the North Atlantic area: international organization in the light of historical experience, Deutsch et ses collaborateurs ont défini une communauté de sécurité comme « un groupe de personnes » estimant « qu'ils sont d'accord sur au moins un point : que des problèmes sociaux communs doivent et peuvent être résolus par un processus de « changement paisible » ».
Un changement paisible a été défini comme « la solution à un problème social, normalement par des procédures institutionnalisées, sans l'usage à grande échelle de la force physique ».
Les personnes dans une communauté de sécurité sont liées par un « sens de communauté », une sympathie, une confiance mutuelle et des intérêts communs.
Le concept n'est pas devenu un terme courant dans le champ de la sécurité internationale malgré sa longue histoire.